# Pittasome à tête noire
Pittasoma michleri
Espèce
Statut de conservation UICN

 LC  : Préoccupation mineure

La Pittasome à tête noire (Pittasoma michleri) est une espèce de passereaux de la famille des Conopophagidae.

## Liste des sous-espèces
Selon la classification de référence du Congrès ornithologique international (15.1, 2025) :
- Pittasoma michleri zeledoni Ridgway, 1884 — versant atlantique du Costa Rica et du Panama ;
- Pittasoma michleri michleri Cassin, 1860 — région du Darién.